# البرية (الجزائر)
البرية إحدى بلديات ولاية وهران التابعة لدائرة وادي تليلات.